# Finmare
La Finmare - Società Marittima Finanziaria S.p.A. (Société maritime financière) était une holding italienne d'État faisant partie du groupe IRI, spécialisée dans les services maritimes.

## Histoire
La holding a été constituée en 1936, sous le gouvernement fasciste de Benito Mussolini pour organiser et rationaliser le système des transports maritimes italiens. L'Etat italien voulait coordonner et financer de manière adéquate l'activité des sociétés maritimes d'Etat de l'époque, intervenant aux quatre coins de la péninsule, comme : Italia di Navigazione, Lloyd Triestino, Adriatica di Navigazione ou Tirrenia di Navigazione, la holding Finmare devenant l'actionnaire majoritaire de toutes ces compagnies.
Le résultat fut salué par une efficacité appréciée et une rentabilité sans pareille. La gestion fut exemplaire au point de pouvoir créer, en 1956, une nouvelle compagnie spécialisée dans le transport de conteneurs la Sidermar.

## La privatisation
À partir de 1999, sous la pression des autorités européennes qui imposaient la privatisation systématique des sociétés détenues par les États ou les entreprises d'État, Finmare fut contrainte de rendre chaque compagnie maritime indépendante. La société fut dissoute en tout début d'année 2006.